# Andrea Bellini
(Andrea Bellini)
Andrea Bellini (Prato, 24 maggio 1966) è un allenatore di calcio ed ex calciatore italiano. tecnico del CF.2001

## Carriera

### Giocatore
Originario di Prato, dopo due stagioni nel club della città natale e tre giocate tra Carbonia, Trento e Rondinella ha sempre vestito l'arancione della Pistoiese, inframmezzate da due stagioni con i grigi dell'Alessandria.
Con la Pistoiese, club con cui ha avuto la possibilità di giocare anche per quattro stagioni in Serie B, ha giocato un totale di 396 gare e 25 reti (di cui 117 presenze e 7 reti in Serie B), tuttora record assoluto di presenze nella storia della squadra toscana.

### Allenatore
Ritiratosi nel 2004, diviene allenatore cominciando con il settore giovanile della Pistoiese, divenendo poi il Vice di Bruno Tedino per due stagioni e per poi esordire in C1 alla guida proprio degli arancioni nell'ottobre 2007, al posto di Francesco D'Arrigo (di cui era il vice). Tuttavia Bellini non era in possesso del patentino idoneo ad allenare una squadra di C1, e allora gli fu affiancato Mario Ansaldi con cui formò una coppia affiatata, ma i risultati sportivi furono non soddisfacenti secondo dirigenza arancione. L'ex-capitano (e Ansaldi) fu infatti successivamente sostituito da Corrado Benedetti dopo un periodo di crisi culminato con una pesante sconfitta con la Sangiovannese guidata, ironia della sorte, da Bruno Tedino.
Nella stagione 2008-09 torna al Prato, come vice di Corrado Orrico, di cui prende il posto nel luglio 2009. Per due stagioni guida ancora il Prato in Seconda Divisione, con ottimi risultati, tanto che i lanieri furono promossi in Prima Divisione, seppur attraverso un ripescaggio. Ciò non gli valse però la meritata conferma. Rimasto inattivo nel 2011-2012 e nell'estate 2012 accetta l'offerta del Lanciotto Campi Bisenzio in Serie D.
Nell'estate 2015 accetta di scendere nel campionato di Promozione per allenare lo Zenith Audax di Prato. Alla fine della stagione 2021-22 le strade della società e del tecnico si separano.

## Statistiche

### Presenze e reti nei club
| Stagione           | Squadra            | Campionato         | Campionato | Campionato | Coppe nazionali | Coppe nazionali | Coppe nazionali | Coppe continentali | Coppe continentali | Coppe continentali | Altre coppe | Altre coppe | Altre coppe | Totale | Totale |
| Stagione           | Squadra            | Comp               | Pres       | Reti       | Comp            | Pres            | Reti            | Comp               | Pres               | Reti               | Comp        | Pres        | Reti        | Pres   | Reti   |
| ------------------ | ------------------ | ------------------ | ---------- | ---------- | --------------- | --------------- | --------------- | ------------------ | ------------------ | ------------------ | ----------- | ----------- | ----------- | ------ | ------ |
| 1981-1982          | Prato              | C2                 | 1          | 0          | -               | -               | -               | -                  | -                  | -                  | -           | -           | -           | 1      | 0      |
| 1983-1984          | Prato              | C1                 | 7          | 0          | -               | -               | -               | -                  | -                  | -                  | -           | -           | -           | 7      | 0      |
| 1984-1985          | Prato              | C2                 | 10+1       | 0          | CIC             | 3               | 0               | -                  | -                  | -                  | -           | -           | -           | 14     | 0      |
| Totale Prato       | Totale Prato       | Totale Prato       | 19         | 0          |                 | 3               | 0               | -                  | -                  | -                  | -           | -           | -           | 22     | 0      |
| 1985-1986          | Carbonia           | C2                 | 19         | 0          | -               | -               | -               | -                  | -                  | -                  | -           | -           | -           | 19     | 0      |
| 1986-1987          | Trento             | C1                 | 8          | 0          | -               | -               | -               | -                  | -                  | -                  | -           | -           | -           | 8      | 0      |
| 1987-1988          | R.M. Firenze       | C2                 | 27         | 1          | -               | -               | -               | -                  | -                  | -                  | -           | -           | -           | 27     | 1      |
| 1988-1989          | Pistoiese          | I                  | 33         | 5          | -               | -               | -               | -                  | -                  | -                  | -           | -           | -           | 33     | 5      |
| 1989-1990          | Pistoiese          | I                  | 33         | 1          | -               | -               | -               | -                  | -                  | -                  | -           | -           | -           | 33     | 1      |
| 1990-1991          | Pistoiese          | I                  | 34         | 5          | -               | -               | -               | -                  | -                  | -                  | -           | -           | -           | 34     | 5      |
| 1991-1992          | Pistoiese          | C2                 | 25         | 0          | -               | -               | -               | -                  | -                  | -                  | -           | -           | -           | 25     | 0      |
| 1992-1993          | Pistoiese          | C2                 | 32         | 2          | -               | -               | -               | -                  | -                  | -                  | -           | -           | -           | 32     | 2      |
| 1993-1994          | Pistoiese          | C1                 | 33         | 0          | -               | -               | -               | -                  | -                  | -                  | -           | -           | -           | 33     | 0      |
| 1994-1995          | Pistoiese          | C1                 | 33         | 0          | -               | -               | -               | -                  | -                  | -                  | -           | -           | -           | 33     | 0      |
| 1995-1996          | Pistoiese          | B                  | 36         | 3          | -               | -               | -               | -                  | -                  | -                  | -           | -           | -           | 36     | 3      |
| 1996-1997          | Alessandria        | C1                 | 32         | 2          | -               | -               | -               | -                  | -                  | -                  | -           | -           | -           | 32     | 2      |
| 1997-1998          | Alessandria        | C1                 | 25         | 0          | -               | -               | -               | -                  | -                  | -                  | -           | -           | -           | 25     | 0      |
| Totale Alessandria | Totale Alessandria | Totale Alessandria | 57         | 2          | -               | -               | -               | -                  | -                  | -                  | -           | -           | -           | 57     | 2      |
| 1998-1999          | Pistoiese          | C1                 | 33         | 4          | -               | -               | -               | -                  | -                  | -                  | -           | -           | -           | 33     | 4      |
| 1999-2000          | Pistoiese          | B                  | 35         | 2          | CI              | 4+              | 2+              | -                  | -                  | -                  | -           | -           | -           | 39+    | 4+     |
| 2000-2001          | Pistoiese          | B                  | 5          | 0          | CI              | 1+              | 0+              | -                  | -                  | -                  | -           | -           | -           | 5+?    | 2+?    |
| 2001-2002          | Pistoiese          | B                  | 24         | 1          | -               | -               | -               | -                  | -                  | -                  | -           | -           | -           | 24     | 1      |
| 2002-2003          | Pistoiese          | C1                 | 17         | 1          | -               | -               | -               | -                  | -                  | -                  | -           | -           | -           | 17     | 1      |
| 2003-2004          | Pistoiese          | C1                 | 23         | 1          | -               | -               | -               | -                  | -                  | -                  | -           | -           | -           | 23     | 1      |
| Totale Pistoiese   | Totale Pistoiese   | Totale Pistoiese   | 396        | 25         | -               | 5+              | 2+              | -                  | -                  | -                  | -           | -           | -           | 401+   | 29+    |
| Totale carriera    | Totale carriera    | Totale carriera    | 472        | 27         | -               | 8+              | 2+              | -                  | -                  | -                  | -           | -           | -           | 480+   | 29+    |

## Palmarès

### Club

#### Competizioni nazionali
- Campionato Interregionale: 1

Pistoiese: 1990-1991
- Serie C2: 1

Pistoiese: 1992-1993